# Kritisk strömning
Kritisk kanalströmning innebär per definition att Froudes tal är 1. Detta strömningstillstånd blir instabilt och uppvisar en del icke önskvärda karakteristiska. Våghastigheten är lika stor som vattnets medelhastighet, vilket kan resultera i en stående våg. 
Den specifika energinivån når här sin lägsta punkt:
{\displaystyle E_{min}={\dfrac {3}{2}}\cdot y_{k}}
där
Emin = Lägsta specifika energinivå (meter vattenpelare)
yk = Kritiskt vattendjup (m)

## Övergångseffekter
Då kritisk strömning företrädesvis bara uppsträder som en övergångsform mellan subkritisk och superkritisk strömning eller vice versa, sker en del intressanta övergångsfenomen. 
När kanalströmningen övergår från subkritisk till superkritisk strömning, så får vi en tydlig bestämmande sektion i det kritiskt strömmande mellanläget. 
När kanalströmningen övergår från superkritisk till subkritisk strömning, erhålls ett mer eller mindre tydligt vattensprång. 
Notera dock att eventuella beräkningar vid övergångar måste ske med rörelsemängdekvationen, ty energiekvationen är inte tillämplig.